# Bulbine succulenta
Bulbine succulenta là một loài thực vật có hoa trong họ Thích diệp thụ. Loài này được Compton miêu tả khoa học đầu tiên năm 1931.